# Girls to Girls
Girls to Girls, kurz: GTG, war die bisher jüngste Girlgroup aus der Schweiz.

## Geschichte
Die Band bestand aus Raffaela Emini (* 1989), Fabienne Louves (* 1986) und Sarah Furrer (* 1987). Alle drei Mädchen besuchten dieselbe Schule und traten bereits 1998 bei einer Miniplaybackshow in Luzern auf, wo sie den ersten Platz belegten. Die drei traten in der Folge bei weiteren Veranstaltungen in der Schweiz auf. Während eines Auftritts im Rahmen einer Benefizveranstaltung wurden die drei Mädchen im Dezember 1998 von Musikproduzent Hape Schuwey entdeckt. Im Januar 1999 nahm die Gruppe ihre erste Single I Feel so Good auf und unterzeichnete einen Plattenvertrag bei Koch Music.
Es folgten weitere Singles, darunter auch selbstgeschriebene Lieder. Im November 1999 gingen Girls to Girls als Vorgruppe von Boney M. auf Tour. Es folgte ein Filmprojekt: Das gesamte Jahr 2000 wurde die Gruppe vom Schweizer Fernsehen begleitet. Die Dokumentation zur Gruppe erlebte am 1. März 2001 auf dem SF1 im Rahmen der Sendung DOK seine Premiere. Im Jahr 2000 erschien das erste Album der Gruppe Jump bei Koch Music. Die Single-Auskopplung Hula Hop konnte sich am 23. Juli 2000 für eine Woche auf Platz 86 der Schweizer Charts platzieren.
Bei drei Konzerten der Band No Angels traten Girls to Girls als Vorgruppe auf und absolvierten auf dem Open Air Tufertschwil SG den bis dato grössten Auftritt ihrer Bandgeschichte. Zwar war geplant, 2002 ein zweites Album aufzunehmen, das 2003 erscheinen sollte, doch löste sich die Gruppe im Jahr 2003 auf, da die Bandmitglieder ihre Ausbildung zu Ende bringen wollten.
Sängerin Fabienne Louves trat 2007 erneut an das Licht der Öffentlichkeit, als sie die Castingsendung MusicStar gewann. Sie ist bis heute als Sängerin und Schauspielerin aktiv.

## Diskografie
Alben
- 2000: Jump (Koch Music)

Singles
- 1998: I Feel so Good
- 2000: Hula Hop
- 2001: Baila Contigo